# Even Stevens
Even Stevens (no Brasil, Mano a Mana e em Portugal, A Família Stevens) é uma série de televisão infantil do Disney Channel. A série mostra o dia a dia da família Stevens, uma família que vive no subúrbio de Sacramento, Califórnia, com destaque para a relação entre os irmãos mais novos, Ren e Louis. Foi responsável por levar Shia LaBeouf ao estrelato e rendeu um prêmio Emmy ao ator.

## Elenco
- Shia LaBeouf ... Louis Stevens (65 episódios, 2000-2003)
- Christy Carlson Romano ... Ren Stevens (65 episódios, 2000-2003)
- Nick Spano ... Donnie Stevens (65 episódios, 2000-2003)
- Tom Virtue ... Steve Stevens (65 episódios, 2000-2003)
- Donna Pescow ... Eileen Stevens (65 episódios, 2000-2003)
- A.J. Trauth ... Alan Twitty (47 episódios, 2000-2003)
- Margo Harshman ... Tawny Dean (44 episódios, 2000-2003)
- Fred Meyers ...  Tom Gribalski (31 episódios, 2000-2003)

## Televisão Internacional

### Brasil
No Brasil, estreou no Disney Channel em 2001, com dublagem brasileira.

### Portugal
Em Portugal, estreou no Disney Channel em 2004 e mais tarde no Panda Biggs em 2010, na versão original com legendas em português.